# Langloisia setosissima
Langloisia setosissima är en blågullsväxtart. Langloisia setosissima ingår i släktet Langloisia och familjen blågullsväxter.

## Underarter
Arten delas in i följande underarter:
- L. s. punctata
- L. s. setosissima

## Bildgalleri

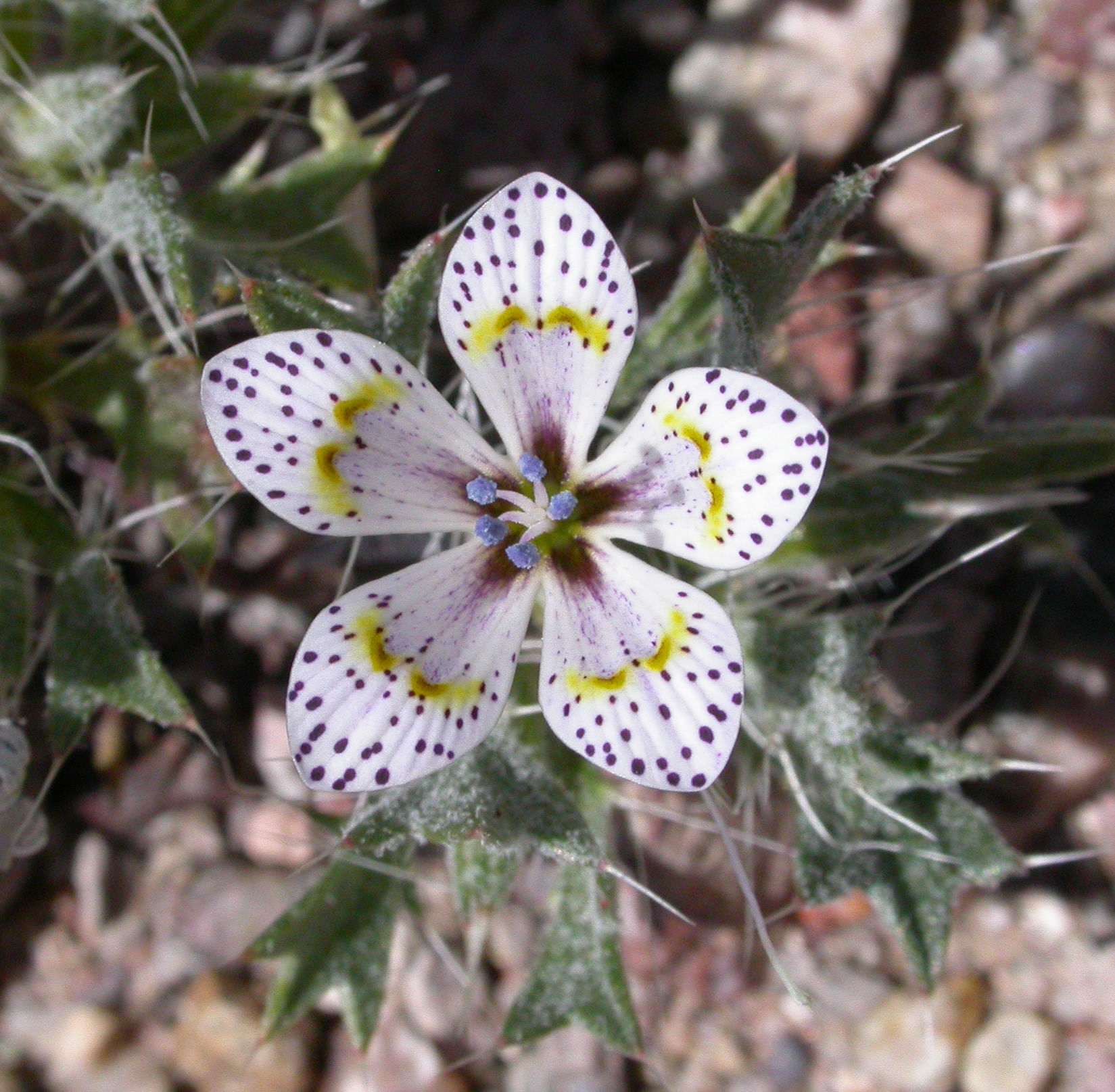
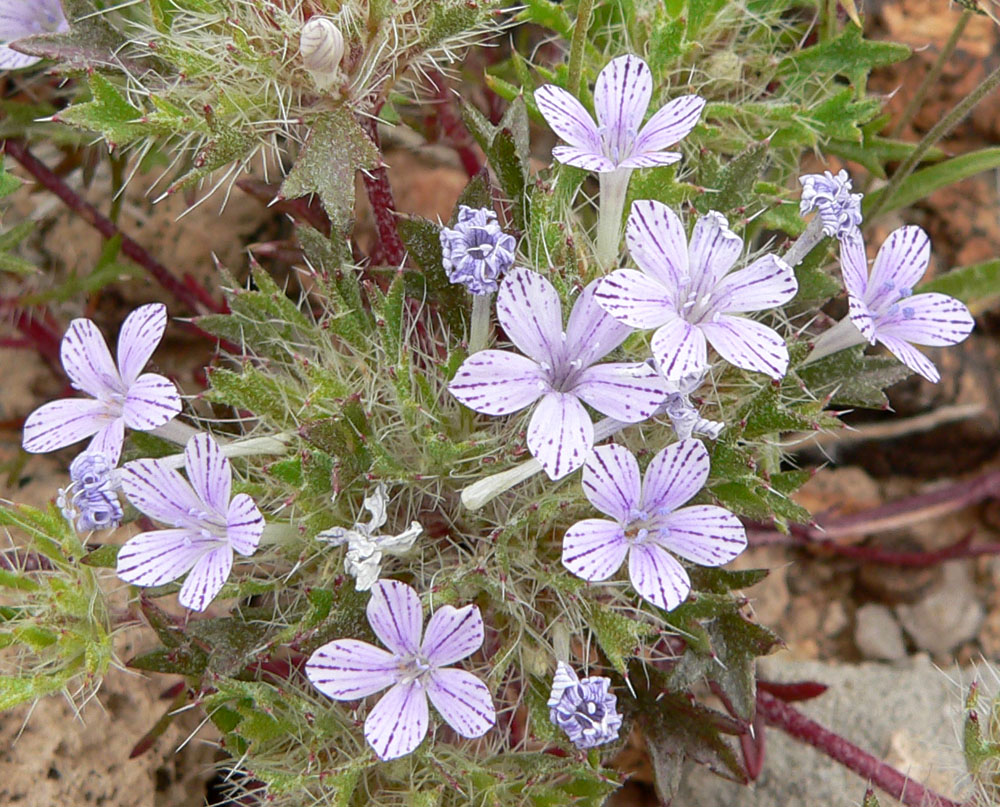
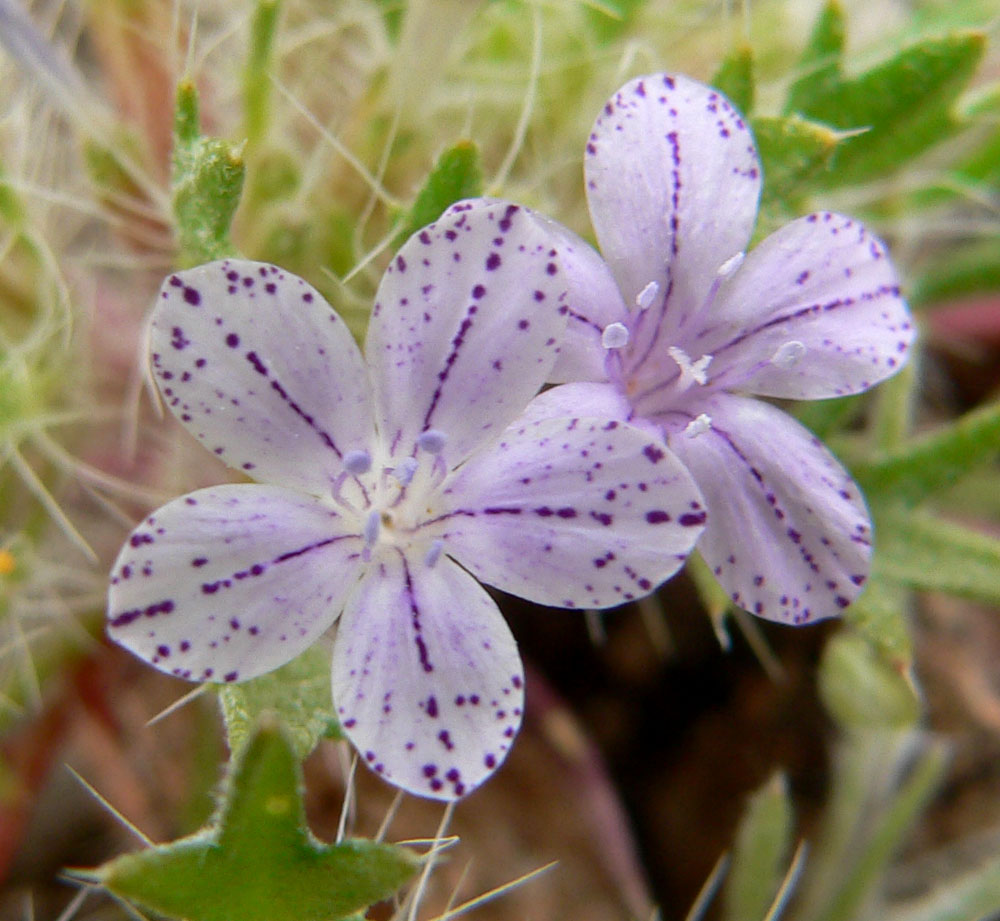
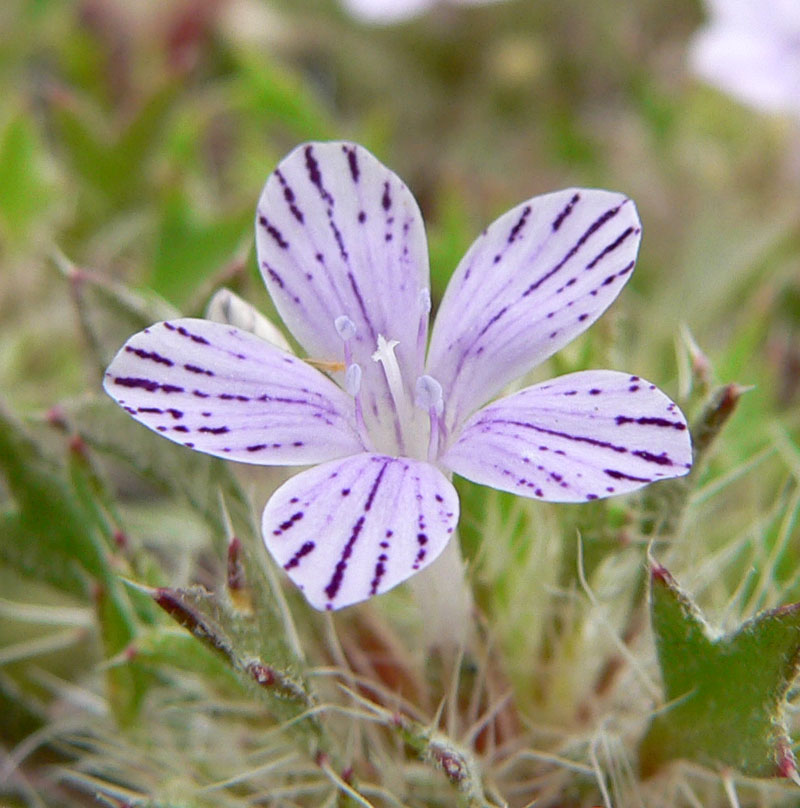
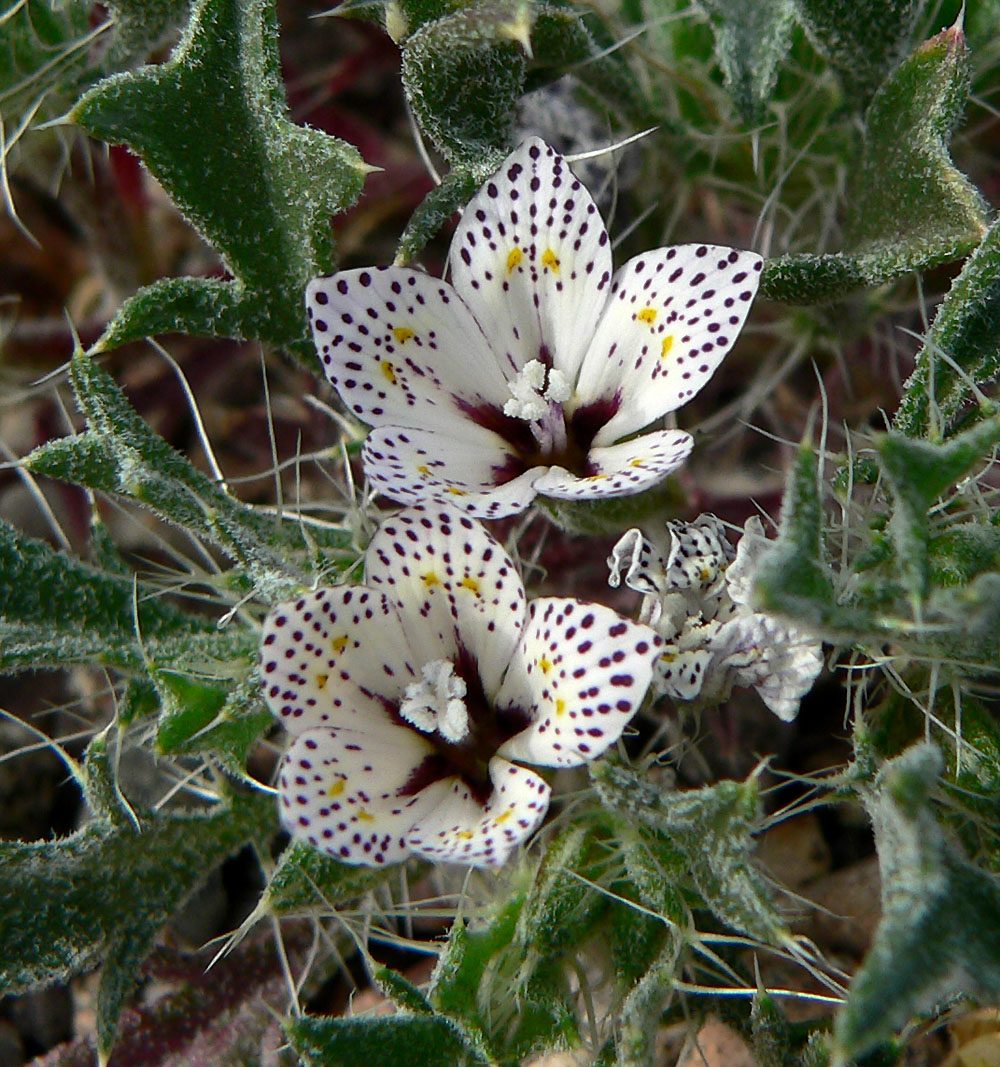
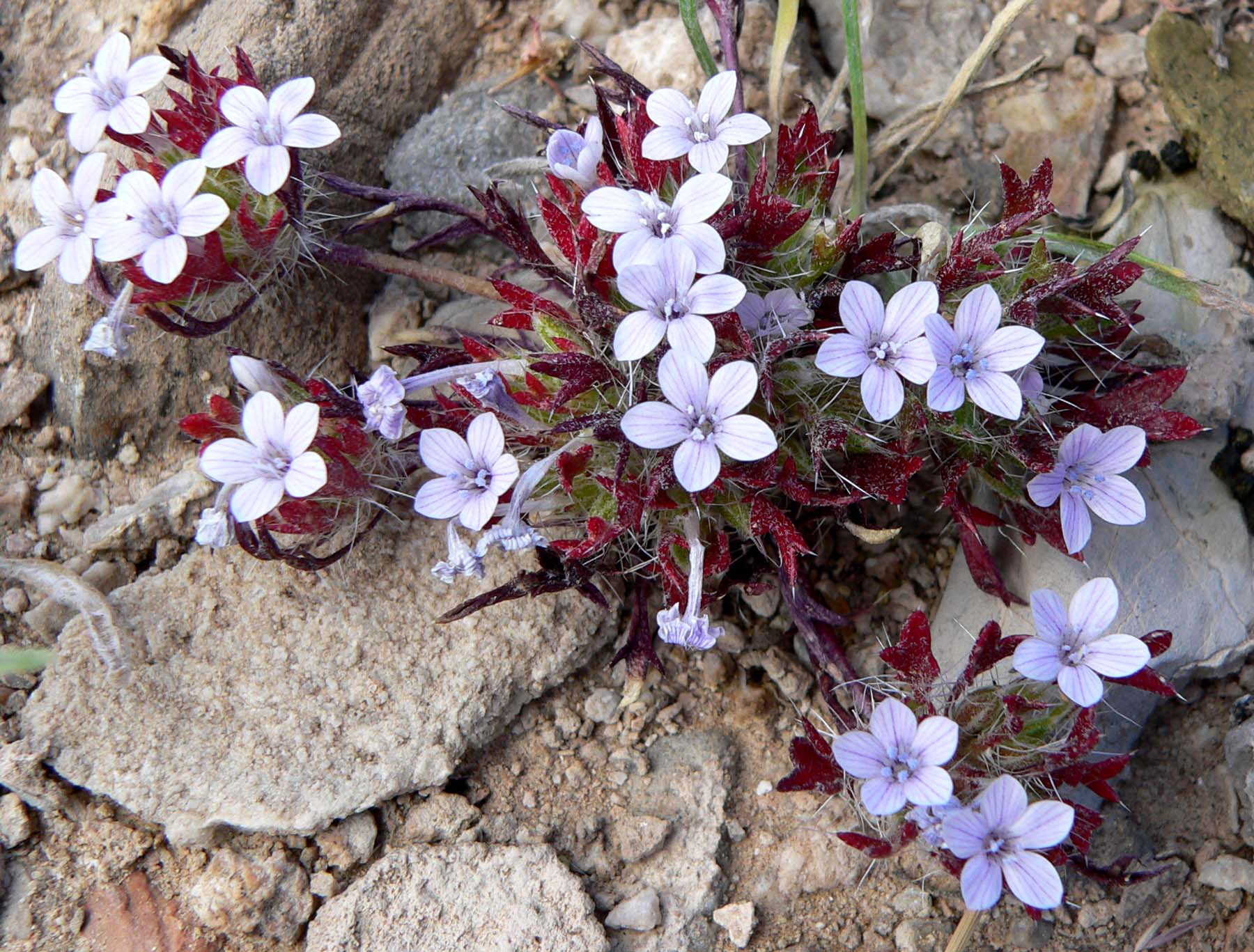